# Waardenburg
Pour l'historien voir Jean Jacques Waardenburg
Waardenburg est un village néerlandais de la commune de West Betuwe, situé dans la province du Gueldre.

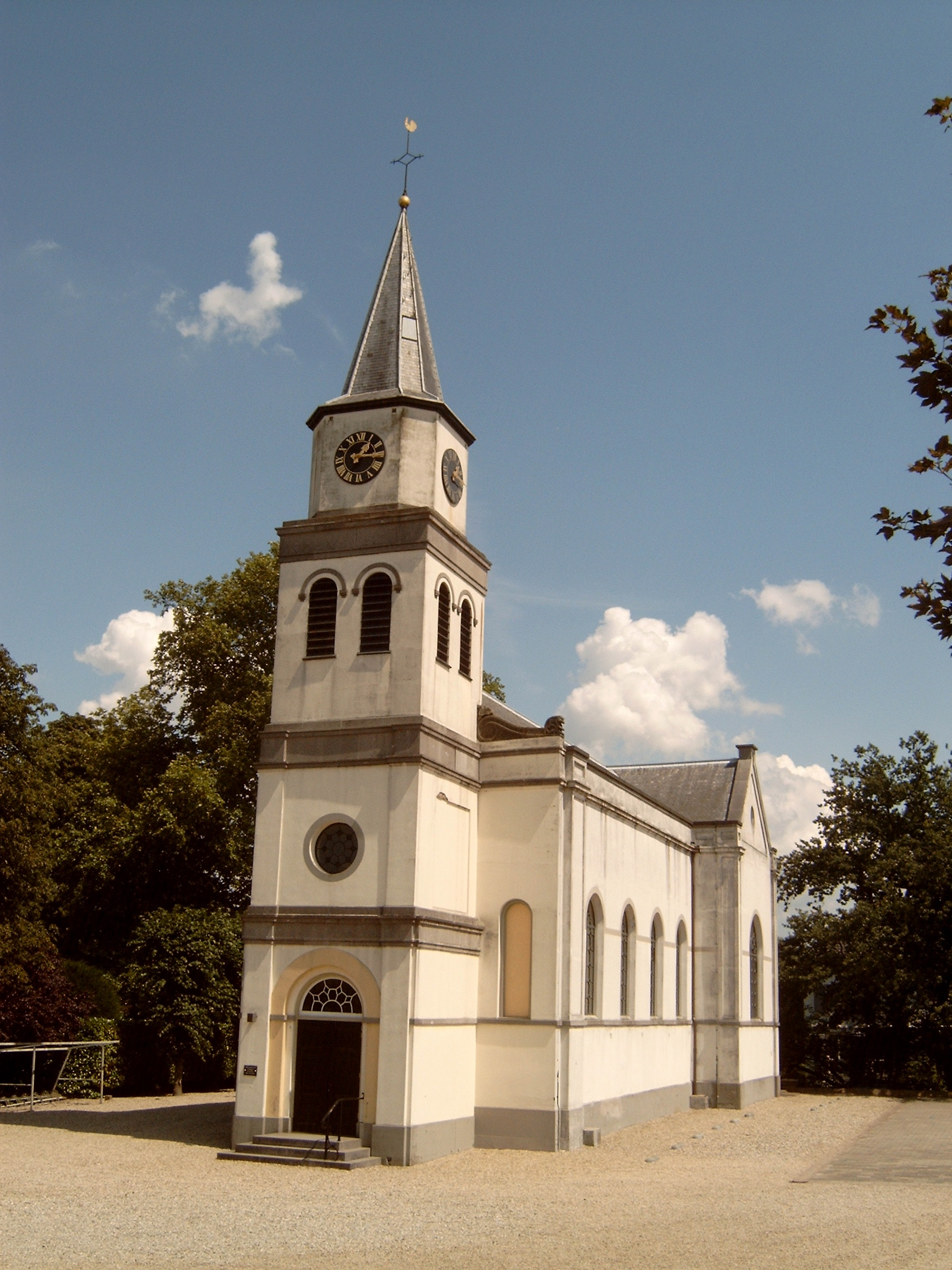
Église de Waardenburg

## Géographie
Waardenburg est situé sur la rive droite du Waal, à l'endroit où l'autoroute A2 croise celui-ci. Le village est situé entre Tuil et Neerijnen, dans la partie orientale de la commune de Neerijnen.

## Histoire
Le nom Waardenburg vient du château de ce nom. Avant 1265, le village s'appelait Hiern.
Historiquement, le village était une commune indépendante, dont dépendait le village de Neerijnen. En 1840, la commune comptait 194 maisons et 1 101 habitants, dont 675 à Waardenburg, 294 à Neerijnen et 132 au hameau de Snelleveld. Depuis le 1er janvier 1978 Waardenburg a fusionné dans la commune de Neerijnen.
Jusqu'en 1935, Waardenburg avait une gare ferroviaire sur la ligne de chemin de fer reliant Utrecht à Boxtel.